# Wendlandia sericea
Wendlandia sericea är en måreväxtart som beskrevs av Wei Chiu Chen. Wendlandia sericea ingår i släktet Wendlandia och familjen måreväxter.
Artens utbredningsområde är Laos. Inga underarter finns listade i Catalogue of Life.